# Politisk uniform
Politisk uniform är en uniform, likartad klädsel, som används som särtecken av medlemmar i en politisk organisation. Sådan uniform är förbjuden i flera länder, bland annat i Tyskland, men är tillåten bland annat i Sverige. Många länder förbjuder även medlemmar i väpnade styrkor att engagera sig politiskt då de är iklädda militär uniform.[källa behövs] Politiska uniformer förknippas ofta med extremism, och ämnet är ofta kontroversiellt.

## Internationellt

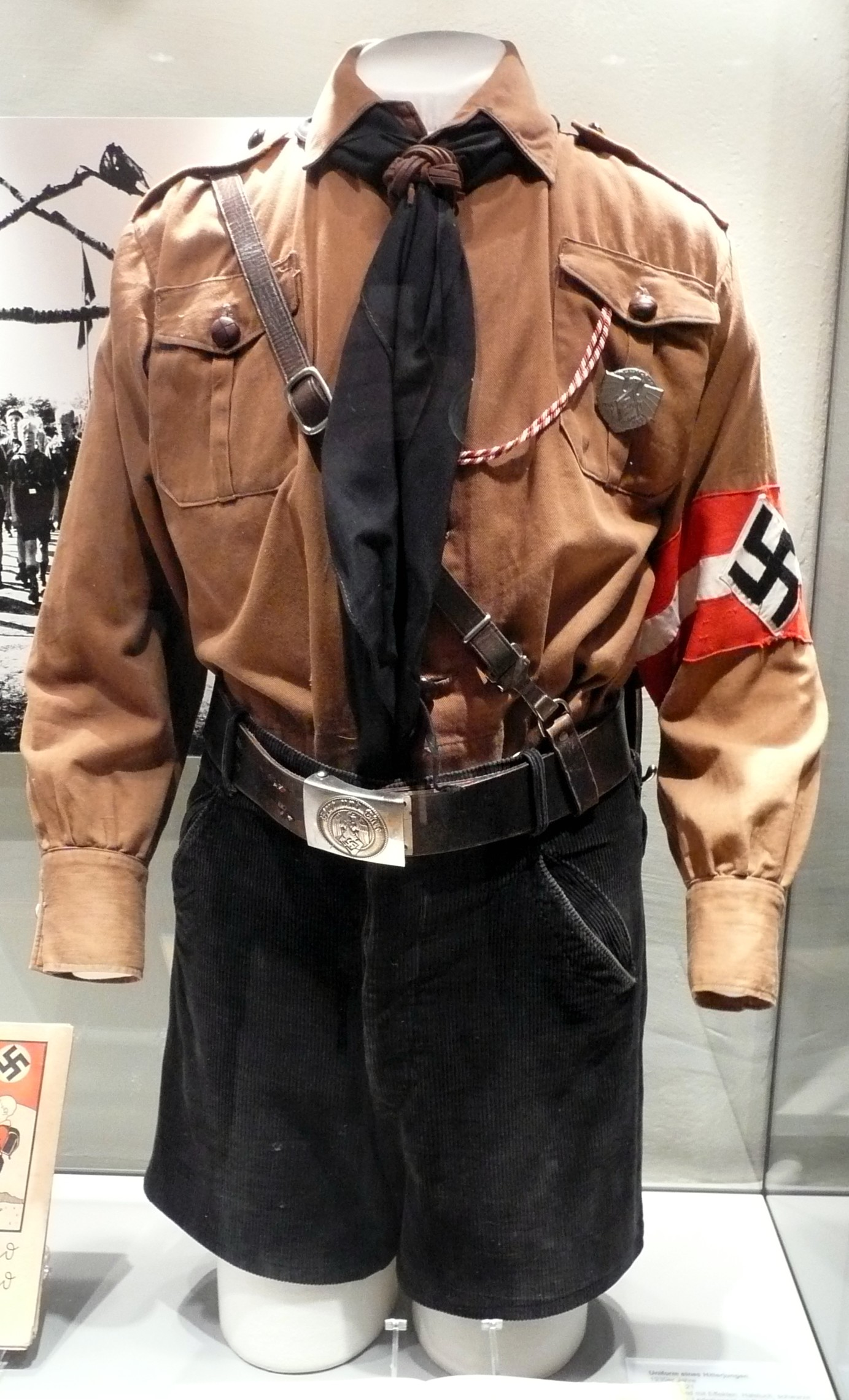
Reglementerad uniform för Hitlerjugend i Nazityskland.

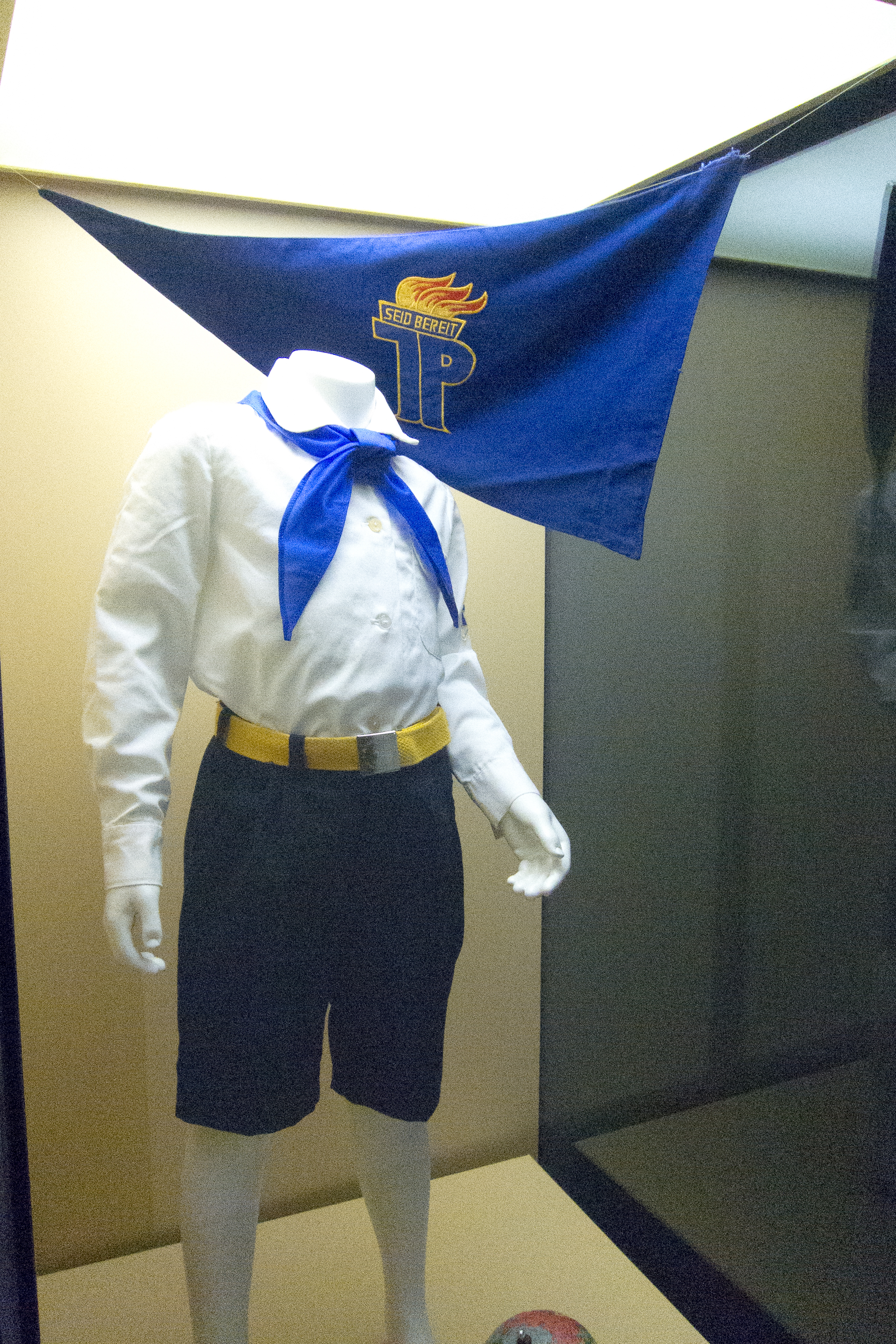
Reglementerad uniform för ungpionjär i DDR.

### Nazityskland
Bärande av politisk uniform var påbjudet för medlemmar i de nazistiska politiska ungdomsorganisationerna.

### Storbritannien
Storbritannien förbjöd 1936 användandet av politisk uniform under marscher.

### Sverige
Politiska uniformer var i lag förbjudna i Sverige under perioden 1933-2002. Denna lag hade bland annat till syfte att motverka att nazistiska grupper skulle kunna bruka uniform. Bland organisationer som gjorde detta fanns bland annat Nationalsocialistisk front. Uniformsförbudet var skälet till att Unga Örnar (som ville vara uniformerade) år 1933 bröt med SSU.

### Tyskland
I Tyskland är bärandet av politisk uniform förbjuden.

### USA
Politisk uniform är tillåten i USA.

### Östtyskland
Bärande av politisk uniform var påbjudet för medlemmar i de kommunistiska politiska ungdomsorganisationerna.